# Porphyrosela
Porphyrosela là một chi bướm đêm thuộc họ Gracillariidae.

## Các loài
- Porphyrosela aglaozona (Meyrick, 1883)
- Porphyrosela alternata Kumata, 1993
- Porphyrosela desmodiella (Clemens, 1859)
- Porphyrosela dismochrysa (Lower, 1897)
- Porphyrosela dorinda (Meyrick, 1912)
- Porphyrosela hardenbergiella (Wise, 1957)
- Porphyrosela homotropha Vári, 1963
- Porphyrosela minuta Clarke, 1953
- Porphyrosela neodoxa (Meyrick, 1916)
- Porphyrosela teramni Vári, 1961